# 大阪府立体育会館
大阪府立体育会館（おおさかふりつ たいいくかいかん）は、大阪府大阪市浪速区難波中にある体育館。施設命名権契約により、2015年9月1日から愛称を「エディオンアリーナ大阪」としている（後述）。

## 概要
1951年9月に大相撲大阪場所が催された仮設国技館の敷地を活用し、1952年に飛行機用格納庫の骨組みを使った鉄骨製の体育館として竣工した。1985年に施設の老朽化に伴う全面建て替え工事を実施し、1987年に現在の大阪府立体育会館が竣工した。
主に大相撲の三月場所（春場所）をはじめ、プロボクシング、プロレスなどの格闘技、黒鷲旗全日本男女選抜バレーボール大会、プレミアリーグ、Bリーグの試合会場として利用され、隣接する大阪市立浪速スポーツセンターとともにスポーツ拠点となっている。
2006年4月1日に南海電気鉄道が指定管理者に選ばれ、運営管理全般を子会社の南海ビルサービスが受託、2021年4月1日からはシンコースポーツ・NTTグループに指定管理者が変更された。

## 施設命名権
2008年に大阪府の橋下徹知事が、財政改革の一環で大阪府立体育会館の売却と廃止の方針を出した後に撤回して存続が決まったが、存続条件として運営費削減などの改善措置が求められた。この一環として施設命名権の売却が検討され、大阪府吹田市に本社を置き、スポーツ用品の製造・販売を行うBB-SPORTS（現：ボディメーカー）が命名権を取得。2012年3月に、施設名が「BODYMAKERコロシアム（ボディメーカーコロシアム）」（大相撲の2014年・2015年のそれぞれ3月場所の番付には全部カタカナの「ボディメーカーコロシアム」と表記）に変更された。契約期間は2015年3月までの3年間で契約更新条項もあったが、契約満了時にBB-SPORTSとの契約を更新せず、4月1日に一旦元の正式名称に戻した。
2015年6月17日に大阪市北区に本社を置く家電量販店のエディオンと命名権契約を9月1日から3年間結び、「エディオンアリーナ大阪」に変更すると発表した。当初は3年間の予定だったが、2018年4月13日付で5年間延長する契約を締結、また、2023年4月21日には再び5年間延長する契約を締結し、2028年8月31日までこの名称が継続される。
なお、主にNHKによる大相撲中継番組では企業による命名権取得に伴う名称変更後も現在まで一貫して「大阪府立体育会館」の名称を使用している。

## 施設
大相撲、プロレス、ボクシング世界戦などが行われる第1競技場のほか、地下に第2競技場、その他に柔剣道場などがある。
プロレスや格闘技イベントで、固定席が3000席を超える第1競技場で興行実績があるのは、現存する団体では新日本プロレス、全日本プロレス、プロレスリング・ノア、DDTプロレスリング、大阪プロレス、DRAGON GATE、スターダム、WWE、RIZIN FIGHTING FEDERATION、K-1、RISEで、ほかの団体は面積は狭いが施設使用料が安い第2競技場を使用している（デスマッチも可能だが、国技館と同様、蛍光灯・ガラス・画鋲など破片等が飛散する凶器の使用は禁止）。ボクシング世界戦では2009年9月の名城信男対ウーゴ・カサレス戦のみ第2競技場で行われた。第2競技場は西日本新人王決勝戦も開かれている。

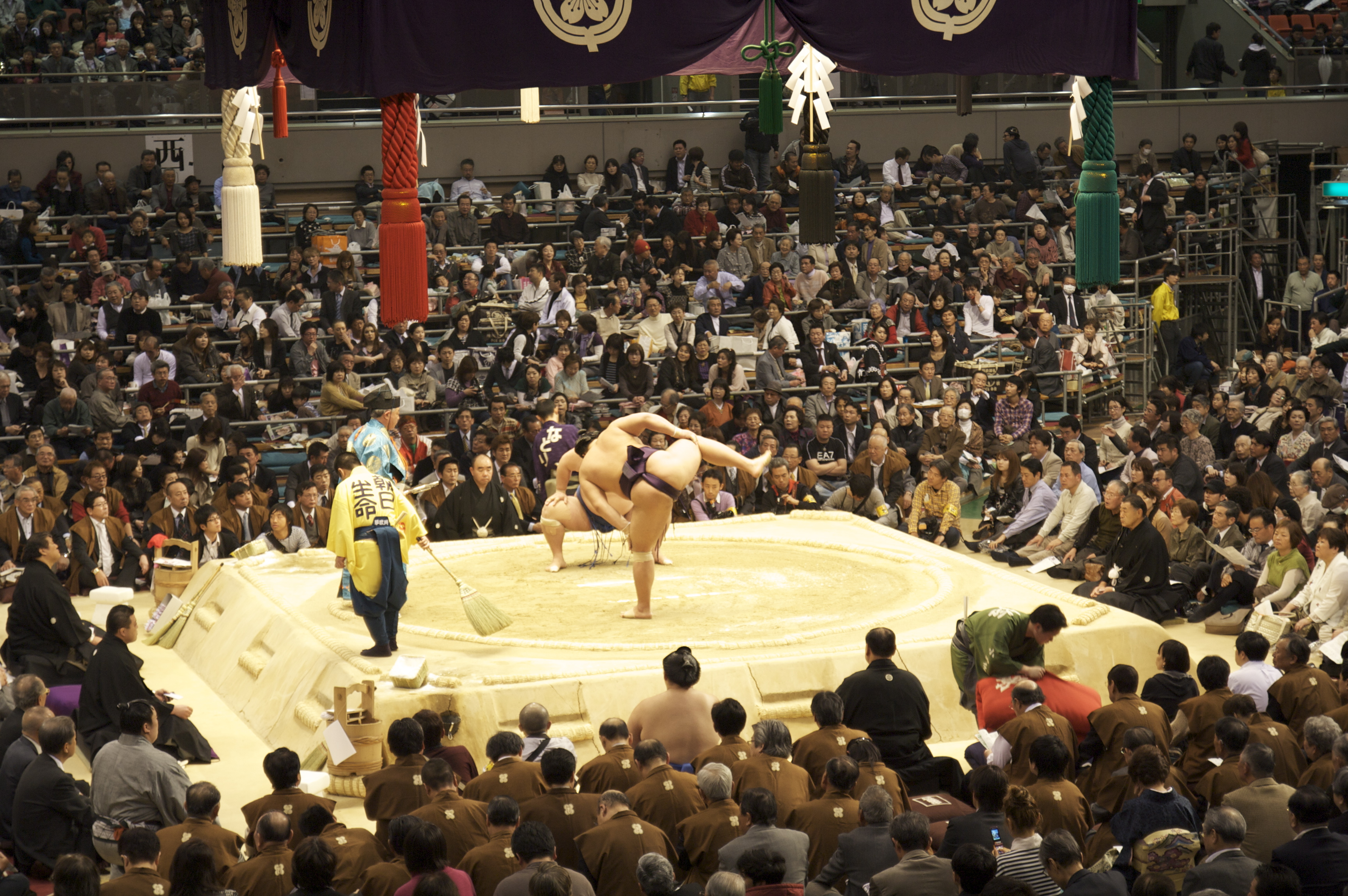
大相撲・三月場所（2010年）

- 第1競技場 - フロア面積：3,010m2（70m×43m）、固定席：3,131席、移動席：約5,000席
- 第2競技場 - フロア面積：912.6m2（33.8m×27m）
- 柔道場 - フロア面積：450m2（29m×15.5m）
- 剣道場 - フロア面積：450m2（29m×15.5m）
- 多目的ホール - フロア面積：330m2（27.5m×12m）
- 会議室
- 特別室

## 交通アクセス
- 鉄道
  - 大阪市高速電気軌道 (Osaka Metro) 御堂筋線・四つ橋線・千日前線 難波駅5番出口から徒歩5分
  - 南海電気鉄道（南海）難波駅南出口から徒歩5分
  - 近畿日本鉄道（近鉄）・阪神電気鉄道（阪神）大阪難波駅から徒歩10分
  - 西日本旅客鉄道（JR西日本）関西本線（大和路線） JR難波駅から徒歩10分
- バス
  - 大阪シティバス なんば停留所から徒歩5分
- 道路
  - 阪神高速環状線 なんば出口から車5分

## 事故
- 2013年5月1日、当時同体育館で開催されていた第62回黒鷲旗バレーボール大会で、試合の合間の練習中に体育館の床板の木片が男子選手の腹部に刺さり、選手が5針を縫う傷を負った。当時、床板の一部が浮き上がっていた模様だが原因は不明である[8]。